# Андреас Гертнер
За друге употребе, погледајте Гертнер.
Андреас Гертнер (глсрп. Handrij Zahrodnik, нем. Andreas Gärtner; Кватиц, 24. децембар 1654 — Дрезден, 2. фебруар 1727) био је лужичкосрпски столар, проналазач, дворски механичар саксонског курфирста Августа Јаког.

## Биографија
Отац му је био Георг Пахтман (ум. око 1660. године у Обергуригу). Андреас Гертнер је одрастао у Обергуригу. Учио је сеоску школу у родном Кватицу. Крштен је у евангелистичкој цркви у Малшвицу. Од 1669. до 1673. године учио је за столара у Будишину (сада Бауцен). Од 1673. до 1685. године путовао је по Немачкој (Дрезден, Лајпциг, Хамбург, Минхен, Аугзбург), Аустрији (у Бечу је радио као столар четири године, затим посетио Салзбург, Инзбрук) и Италији. У Болоњи студирао је математику и астрономију, у Риму — цивилно грађевинарство. Допутовао је до Напуља. Године 1686. се вратио у Дрезден. Од 1685. до 1687. године радио је као столар, од 1687. до 1694. године — као дворски столар, од 1694. до 1727. године — као дворски механичар у Дрездену.
Током путовања савладао је знања из области инкрустације, брушења стакла, грађевинарства, геометрије и астрономије. У Дрездену створио је много проналазака у области ратне вештине, посебно у артиљерији и стварања утврђења, изградње и архитектуре. За своју кућу изумео је лифт, који представио руском цару Петру I у Дрездену 1711. године (Петар се састао неколико пута са Гертнером). Петар је купио неколико Гертнерових огледала, које је створио А. Гертнер. Већина његових изума у области механике није сачувена. Око 1705. године створио је сат светског времена с меридијанима света. Много година проводио је експерименте на стварању перпетуум мобиле и закључио да је његово постојање немогуће. Стварао је мостове механизмом за подизање.
Захваљујући талентима касније је позван „саксонски Архимед”, а према К. А. Јенчу такође и „лужичкосрпски Архимед”. Имовину је оставио у наследство сиромашним столарима.
- Дело А. Гертнера о перпетуум мобиле (1723)
- Спомен-плоча А. Гертнеру у Кватицу (десно)
- Светски сат А. Гертнера